# 瓦勒迪利耶

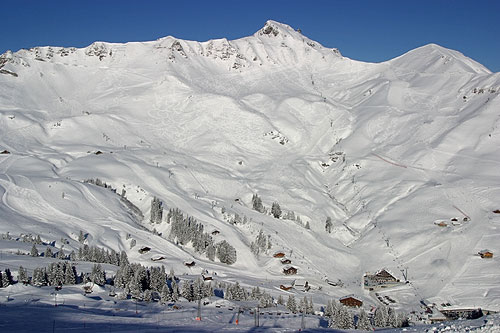

瓦勒迪利耶是瑞士的城鎮，位於該國南部，由瓦萊州負責管轄，面積39.26平方公里，海拔高度948米，2011年人口1,763，八成人口信奉羅馬天主教，人口密度每平方公里45人。

## 外部連結
- Official website （页面存档备份，存于） （英文）